# Canonical
Canonical Ltd. es una empresa de programación de ordenadores con base en Reino Unido fundada (y financiada) por el empresario sudafricano Mark Shuttleworth para dedicarse a la promoción y a la venta de soporte comercial y servicios relacionados con Ubuntu y otros proyectos afines. Canonical tiene empleados en más de 30 países y mantiene oficinas en Londres, Boston, Taipéi, Montreal, Shanghái, São Paulo además de su sede central en la Isla de Man.

## Productos de Canonical
Canonical Ltd. ha desarrollado variados productos relacionados con el software libre, y proyectos orientados a la informática en general, que envuelven entretenimiento, desarrollo, utilidad, y productos enfocados al usuario promedio.

### Ubuntu

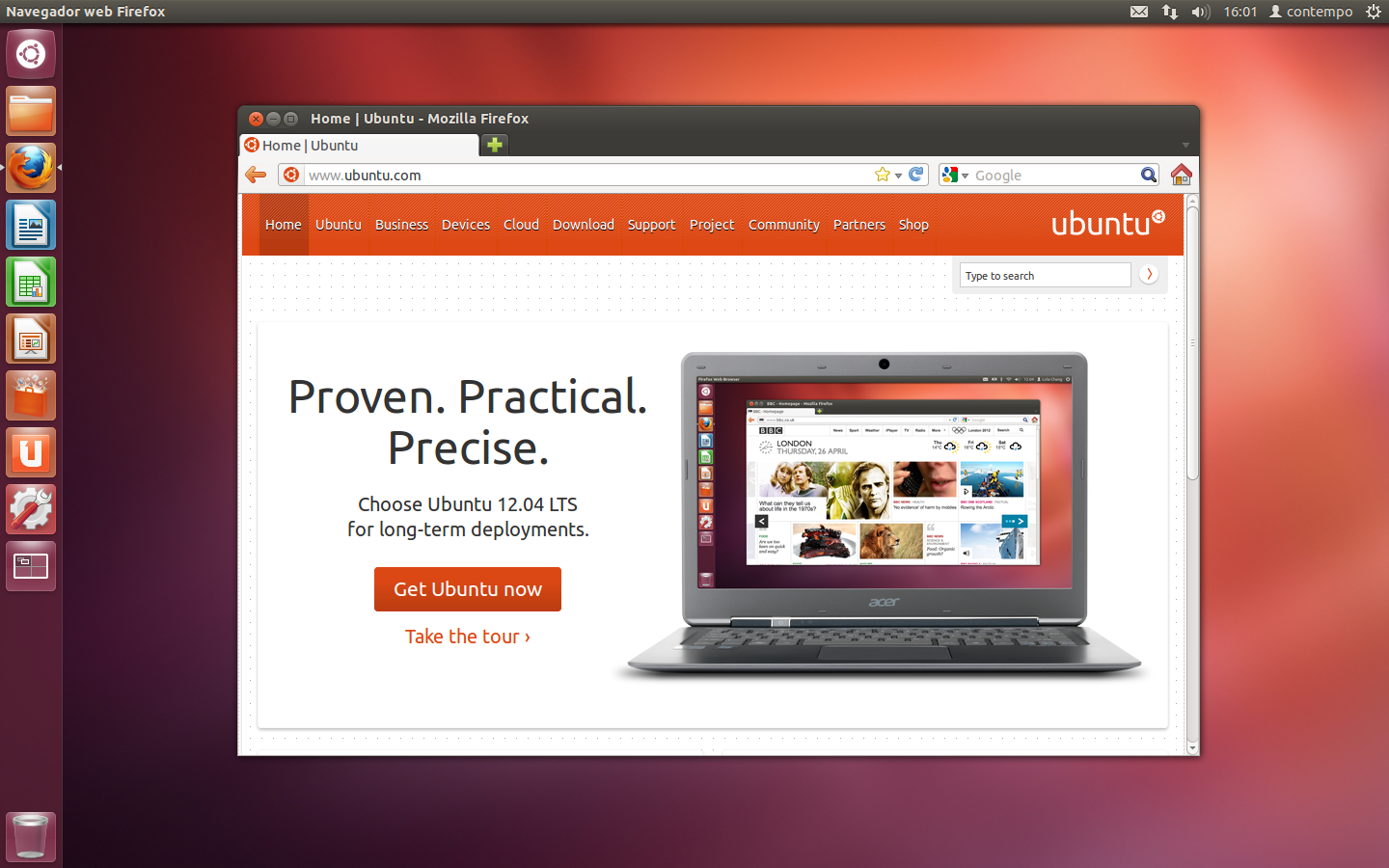
Ubuntu 12.04.

Ubuntu es uno de los proyectos más importantes desarrollados por parte de Canonical. Es un sistema operativo para su uso en escritorios, notebooks y servidores. Ubuntu es un sistema operativo libre lanzado en octubre de 2004, está enfocado en la facilidad de uso para el usuario y enriquecer la experiencia del mismo, utiliza programación libre y el núcleo Linux. Ubuntu también está disponible para servidores con su versión Ubuntu Server.

### Ubuntu para teléfonos
Ubuntu para teléfonos es un nuevo proyecto desarrollado por Canonical, dado a conocer el día 2 de enero de 2013, utiliza una interfaz solo por gestos y está basado en el diseño de Unity. También tiene la posibilidad de cargar el escritorio de Ubuntu al conectar el dispositivo a un puerto con teclado y ratón externo.

### Ubuntu para tabletas
Las principales características de Ubuntu en tabletas son la interfaz multitarea para usar dos aplicaciones al mismo tiempo, multiusuario seguro, con la posibilidad de usar diferentes cuentas de usuario, controles usados por voz, al igual que gestos para interactuar con la interfaz como se utiliza en Ubuntu para teléfonos. Ubuntu para tabletas también puede cargar la interfaz de escritorio si este se conecta a un dock con teclado y mouse externo.

### Ubuntu TV

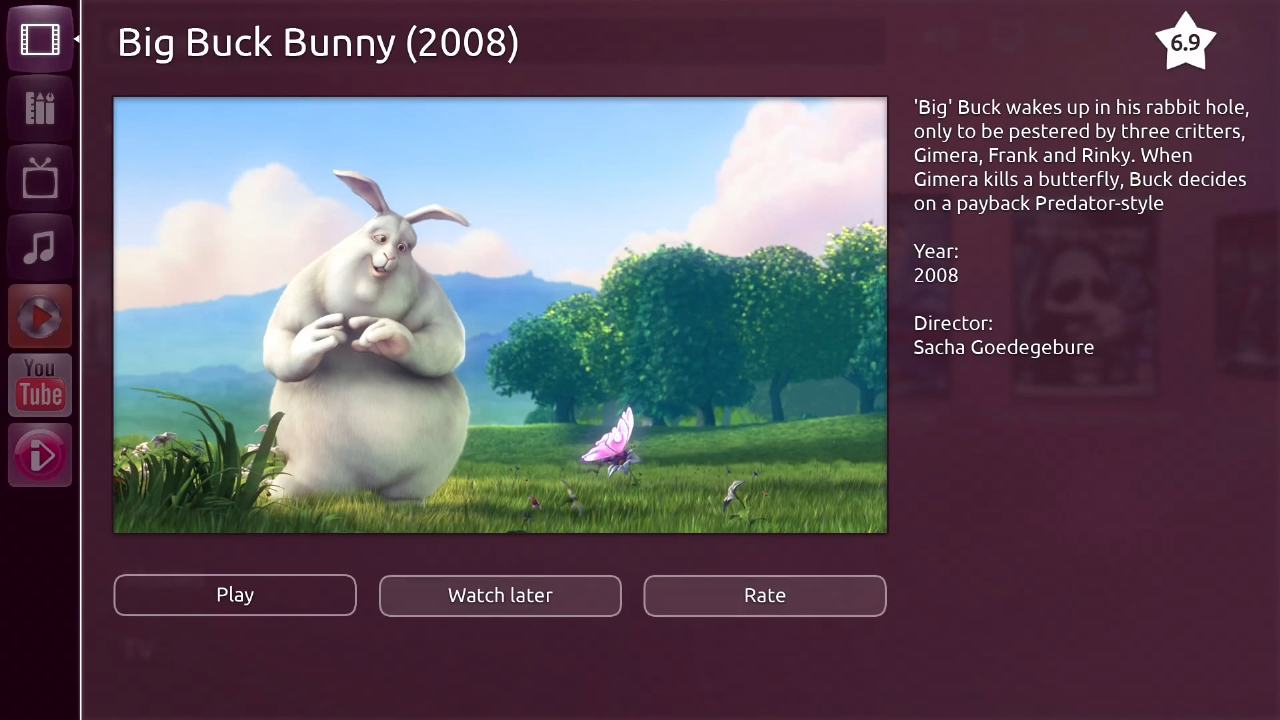
Ubuntu TV.

Ubuntu TV ofrece una interfaz simple e intuitiva para organizar contenidos y servicios para TV. Ubuntu TV mantiene los contenidos sincronizados gracias al servicio de almacenamiento en la nube Ubuntu One, y la posibilidad de descargar aplicaciones por medio de Centro de software de Ubuntu.

### Ubuntu para Android

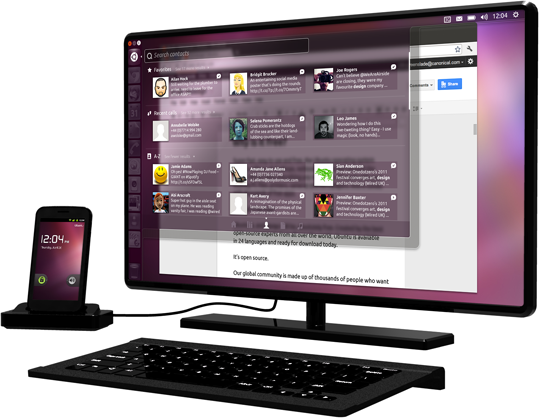
Ubuntu para Android.

Ubuntu para Android permite ejecutar el escritorio de Ubuntu directo desde un teléfono inteligente Android al conectarse en un monitor. Características como la sincronización de contactos, sincronización de redes sociales, y vista de aplicaciones Android son posibles. Ubuntu para Android tiene compatibilidad con teléfonos inteligentes con múltiples núcleos ARM, y la ventaja de compartir el mismo núcleo con Android.

### Ubuntu One

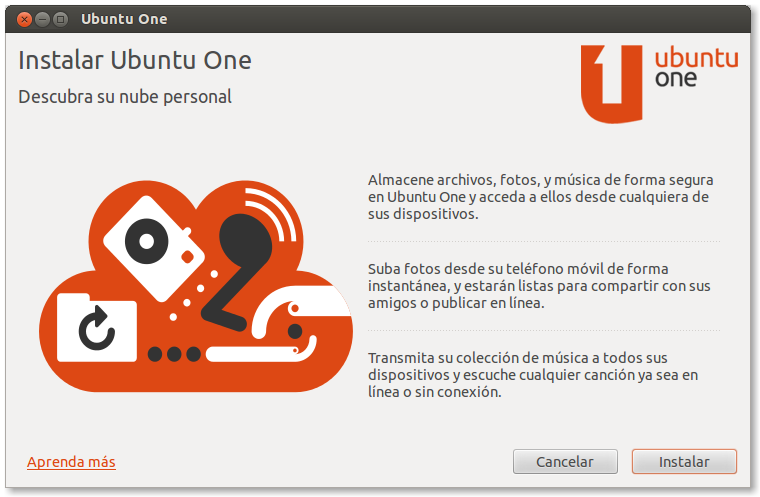
Ubuntu One.

Ubuntu One fue lanzado en mayo de 2009. Era un servicio de almacenamiento y sincronización de documentos, fotos y música. El servicio era gratuito y contaba con un espacio de 5 GB de almacenamiento, aunque también poseía un aumento de hasta 20 GB de almacenamiento en la nube por $3.99 dólares mensuales o $39.99 dólares al año. Ubuntu One también permitía la sincronización de datos, fotos y reproducción de música en línea con otros dispositivos móviles tales como Android o iOS.
Canonical anunció que a partir del 1 de junio de 2014 el servicio sería dado de baja, ya que los costos de competir en la nube son muy altos comparados con la oferta gratuita de la competencia.

### Ubuntu One Music Store
Ubuntu One Music Store es una tienda de música en línea lanzada en abril de 2010, posee un catálogo de artistas y la posibilidad de comprar música por medio del reproductor de música usado en Ubuntu.

### Ubuntu Cloud
Ubuntu Cloud permite crear una plataforma de desarrollo pública o privada de computación en la nube, gracias a la infraestructura de servicios para la nube OpenStack, su sitio es OpenStack. 

### Centro de software de Ubuntu

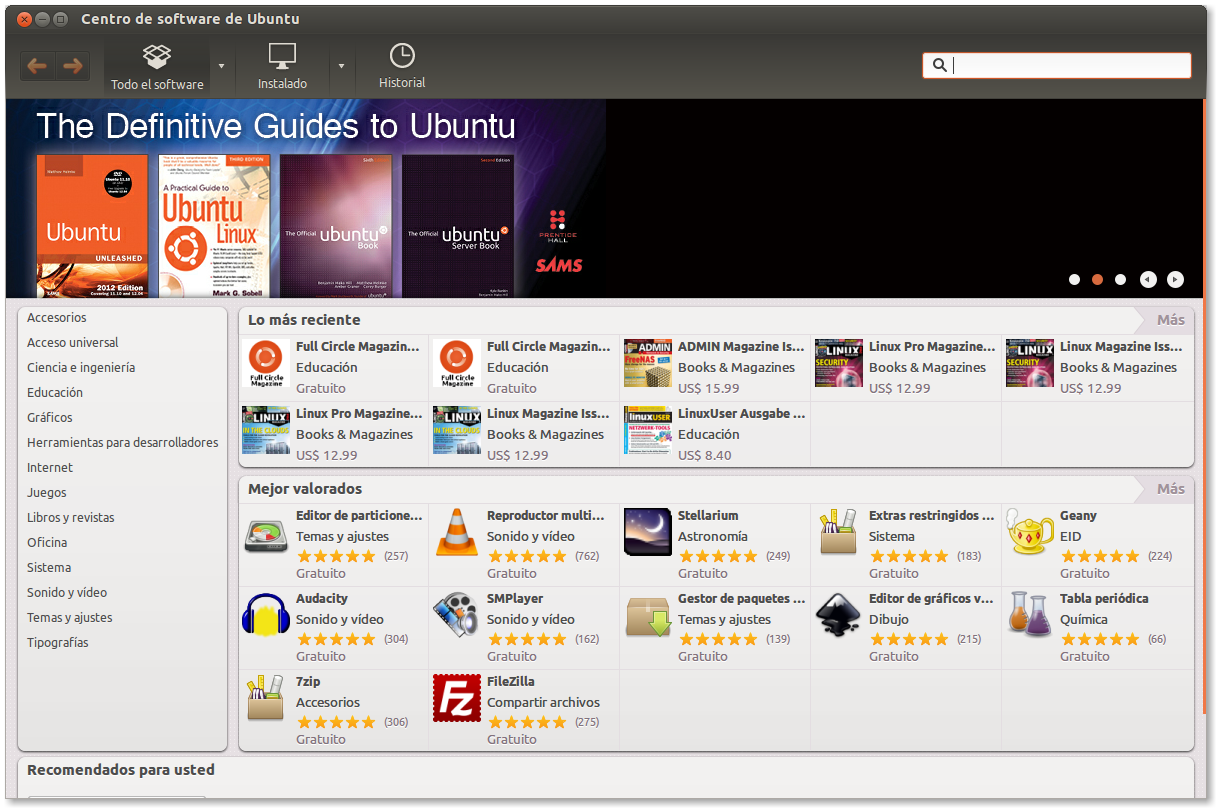
Centro de software de Ubuntu.

El Centro de software de Ubuntu es una aplicación desarrollada y mantenida por Canonical lanzada en octubre de 2009, y es la aplicación principal para instalar aplicaciones en el sistema operativo Ubuntu, el cual utiliza el sistema de gestión de paquetes para instalar aplicaciones libres basadas en Debian. 

### Unity Next
Unity es una interfaz lanzada al público en octubre de 2010, y fue creada por Canonical para el sistema operativo Ubuntu. Fue diseñada con el propósito de aprovechar el espacio en pantallas pequeñas, especialmente el espacio vertical. En abril de 2011 fue lanzada para el escritorio en Ubuntu 11.04. Unity es la interfaz predeterminada de Ubuntu, Ubuntu TV y Ubuntu para Android. En marzo de 2013, se anunció su sucesor, Unity Next, y a diferencia de su antecesor que utiliza Compiz y Nux para sub-existir como interfaz en Ubuntu, Unity Next fue construida puramente en QML/Qt y haciendo uso directo de OpenGL. Unity Next se espera que esté disponible para todos los dispositivos con Ubuntu (escritorio, teléfono, tableta, televisor) en abril de 2014.

### Mir
Mir es un nuevo servidor gráfico anunciado en marzo de 2013, creado por Canonical y diseñado para las necesidades de Ubuntu y la interfaz Unity Next. Mir reemplazará al servidor gráfico X y se utilizará en todos los dispositivos con Ubuntu en abril de 2014.

### Launchpad

Launchpad.

Launchpad es un sitio web lanzado en enero de 2004, y fue creado especialmente para desarrollar y almacenar software de manera colaborativa. Permite agregar repositorios de las aplicaciones almacenadas hacia Ubuntu, y con ello mantener las aplicaciones al día por desarrolladores independientes.

### Ubuntu Shop (Canonical Store)
Ubuntu Shop (o Canonical Store) fue una tienda en línea para comprar artículos y accesorios vendidos por Canonical y relacionados con Ubuntu (discos, ratones, pendrives, poleras, pegatinas, cuadernos, etc). El 30 de abril de 2019, en su página web aparecía un mensaje informando que la tienda estaba cerrada (o por cerrar). Su cierre definitivo fue en noviembre de 2019.

### Landscape
Landscape es una herramienta para manejar un gran número de sistemas basados en Ubuntu por medio de un navegador web.

### Bazaar
Bazaar es un sistema de control de versiones distribuido y desarrollado en Python.

## Empleados destacados

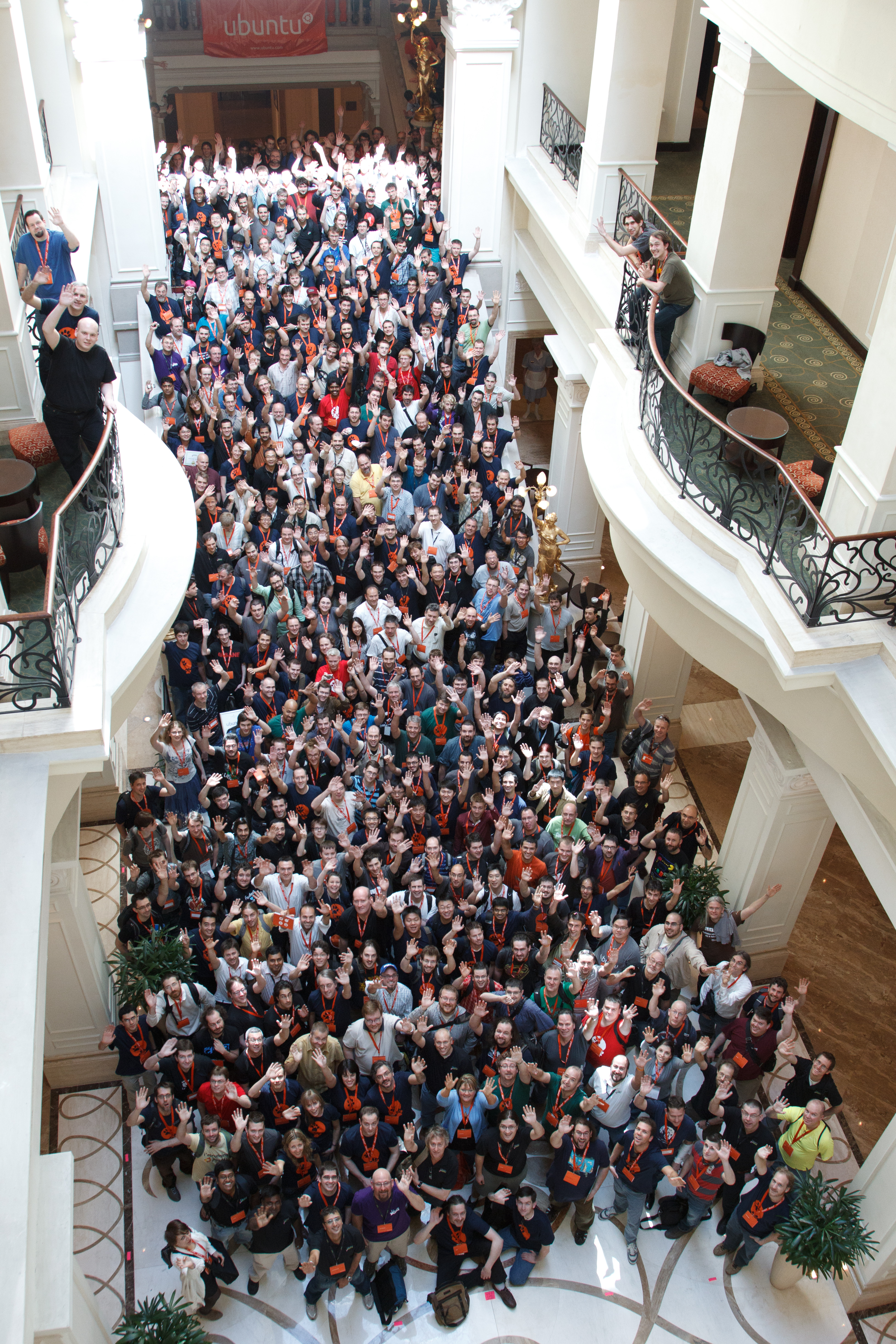
Ubuntu Developer Summit, mayo de 2011 en Budapest, Hungría.

Canonical ha contado con una amplia gama de personal relacionado con el mundo del software libre.

### Actuales empleados destacados
- Mark Shuttleworth: Fundador del proyecto Ubuntu, ex mantenedor de Debian de Apache y fundador de Thawte Consulting. En Canonical fue director Ejecutivo y ahora se dedica al área de experiencia de usuario y diseño en Ubuntu (ex director general, Fundador). (2004)
- Jane Silber: Fue Vicepresidenta de dos compañías, y participado en desarrollo de productos e investigación en Japón. Fue la directora de Operaciones (COO) en Canonical y actualmente tiene el puesto de directora ejecutiva en Canonical (director general). (2004)
- Chris Kenyon: Encargado de las relaciones con fabricantes de hardware tales como HP, Intel, Dell, Lenovo, y ARM. Es el actual vicepresidente de servicios para fabricantes de equipos originales en Canonical (VP). (2006)
- Neil Levine: Fue el exdirector Técnico (CTO) de Claranet. Es el actual Vicepresidente de servicios corporativos en Canonical (VP). (2009)
- Steve George: Fue líder de proyectos en la empresa VIA Networks. Es el actual Vicepresidente de Servicios de desarrollo empresarial en Canonical (VP). (2006)
- Cristian Parrino: Fue director Ejecutivo de Marketing y Vicepresidente de Marketing y Alianzas en dos compañías británicas de telecomunicaciones. Es el actual Vicepresidente de servicios en línea en Canonical (VP). (2010)
- Scott James Remnant: Proveniente de Debian, y mantenedor de GNU Libtool y coautor de Planet aggregator. En Canonical es desarrollador de Upstart. (2004)
- Pablo Saya: Ha participado y participa en líneas de código abierto y planificación de macros desde 2009. Considerado por Berthas Haller como el precursor de teoremas Bochum y algoritmos que es el heredero de sistemas evolucionados de Basic Kernel.
- Jono Bacon: Activista de comunidades relacionadas con Linux. Y en Canonical es el actual líder de la Comunidad Ubuntu. (2006)
- Stuart Langridge: Miembro del Proyecto de Estándares Web, y ha participado en variados proyectos del escritorio GNOME. (2009)
- Ivanka Majic: Líder del equipo de diseñadores de Canonical. (2009)

### Anteriores empleados destacados
- Matt Zimmerman: Anteriormente formaba parte del equipo de seguridad de Debian. Fue el director Técnico en Canonical (CTO). (2004-2011)
- Matt Asay: Fue uno de los fundadores de Novell Linux Business Office, fue Gerente General de Lineo, y fundador de la conferencia Open Source Business. En Canonical fue el director de Operaciones (COO). (2010-2010)
- Ben Collins: Era líder del proyecto Debian y desarrollador del kernel. (2006-2009)
- Dave Miller: Conocido por Bugzilla. (2004)
- Jeff Waugh: Proveniente de GNOME y desarrollador de Planet aggregator, Desarrollo de Negocios. (2004-2006)
- Benjamin Mako Hill: Desarrollador del núcleo y Coordinador de Comunidad. (2004-2005)
- Ian Jackson: Desarrollador de dpkg y exlíder del proyecto Debian. (2005-2007)
- Lars Wirzenius: El primer contribuidor del kernel Linux y excompañero de oficina de Linus Torvalds. (2007-2009)

## Plan de negocios

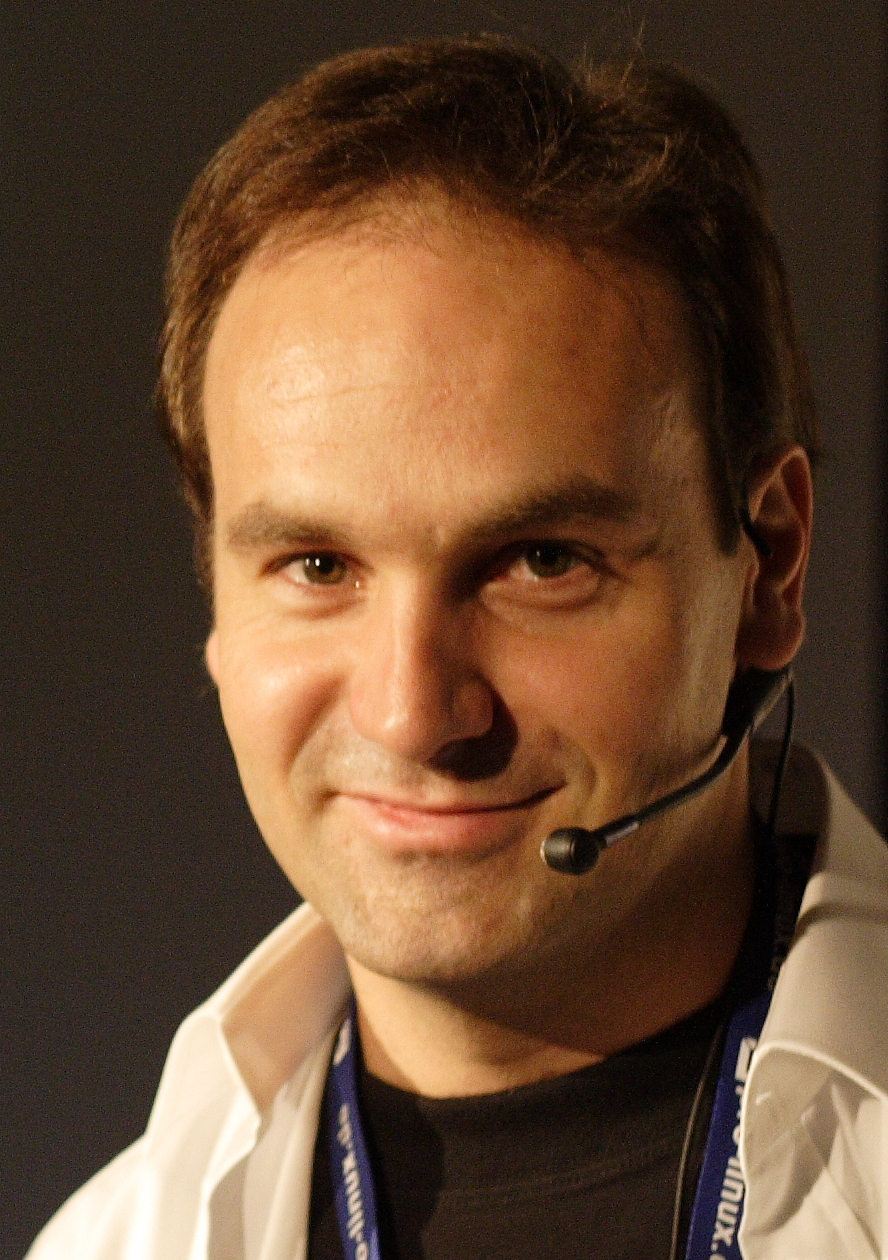
Foto de Mark Shuttleworth después de la presentación de Shuttleworth's Linuxtag 2006.

En una entrevista realizada en The Guardian en mayo de 2008, Mark Shuttleworth dijo que el modelo de negocios de Canonical es la prestación de servicios, y explicó que Canonical todavía no estaba cerca de la rentabilidad. Canonical también afirmó que esperará a que el negocio se convierta en rentable dentro de 3 a 5 años más. Consideraba como Canonical posicionándose gracias a la demanda de servicio es relacionados con el Software Libre. Esta estrategia ha sido comparado con las estrategias de negocio de Red Hat en 1990.
En 2007, Canonical lanzó una tienda en línea de venta internacional de servicios de apoyo y productos de Ubuntu; más tarde en 2008, en expansión con una tienda de Estados Unidos-específicos diseñados para reducir los tiempos de envío. Al mismo tiempo, la palabra Ubuntu fue registrada como marca en relación con ropa y accesorios.
En la actualidad no hay información oficial acerca de la situación financiera de Canonical Ltd.

## Oficinas
Canonical comenzó como una organización totalmente virtual, y todos los empleados trabajaban remotamente desde casa. Pero ahora la compañía tiene instalaciones en el piso 27 del edificio Millbank Tower cerca de Westminster, Londres. En el verano de 2006 Canonical abrió una oficina en Montreal, una nueva sucursal para tener un soporte global y mejorar el funcionamiento de servicios. En el edificio Taipei 101 también se encuentran oficinas de Canonical. Su sede oficial continúa en la Isla de Man.